# Lair of the Minotaur
Lair of the Minotaur est un groupe américain de sludge metal, originaire de Chicago, dans l'Illinois.

## Histoire
Lair of the Minotaur est formé par le chanteur/guitariste Steven Rathbone en 2003 après que son autre groupe, 7000 Dying Rats, soit devenu un projet uniquement en studio. Il enrôle Donald James Barraca, membre de 7000 Dying Rats, à la basse, et son ami de longue date Larry Herweg (du groupe de post-metal Pelican) à la batterie. Lair of the Minotaur enregistre son premier EP de six titres auto-produit en 2003.
Southern Lord Records signe le groupe en 2004 et sort leur premier album Carnage peu de temps après,. Ils sortent un autre EP, Cannibal Massacre, en 2005, suivi de The Ultimate Destroyer un an plus tard. Plus tard dans la même année, Herweg est remplacé à la batterie. D'abord remplacé par le batteur temporaire Weaser Walter, Herweg sera définitivement remplacé par Chris Wozniak, originaire de Chicago. Le groupe s'embarque pour une tournée européenne avec The Capricorns pendant l'été 2007 avant de retourner à Chicago pour enregistrer leur troisième album, War Metal Battle Master, sorti chez Southern Lord en mars 2008. Le groupe fait une grande tournée aux États-Unis en 2008 pour promouvoir l'album, avec des groupes tels que Kylesa, Today is the Day, Boris, Jungle Rot, Yakuza et Torche, entre autres,,,. En octobre 2008, Barraca quitte le groupe et est remplacé par Nate Olp, guitariste/chanteur originaire d'Indianapolis, et membre de Demiricous.
Une version modifiée du clip vidéo de la chanson War Metal Battle Master est diffusée pour la première fois en juillet 2008 dans le cadre de l'émission Headbangers Ball sur MTV2. L'intrigue du clip suit les paroles de la chanson, la version non éditée montrant des guerriers ressemblant à des spartiates se battant avec des épées, des représentations explicites de décapitations, et des femmes cannibales nues et couvertes de sang se régalant de chair humaine. Un DVD comprenant les deux versions du clip, des séquences en coulisses, des interviews, et diverses vidéos live est publié par Southern Lord en janvier 2009.
Le quatrième album du groupe, Evil Power, sort en 2010 chez The Grind-House Records. Lair of the Minotaur s'associe à Three Floyds Brewing pour créer et sortir une bière appelée Evil Power Imperial Pilsner en avril 2011, coïncidant avec une performance au festival Darklord Day de Three Floyds. La bière est de nouveau brassée et commercialisée en avril 2013, également à l'occasion d'un spectacle au Darklord Day.
En 2013, LotM sort un EP de deux chansons intitulé Godslayer, et donne un concert gratuit lors du Record Store Day pour soutenir l'EP,,,. En 2018, le groupe annonce un autre EP, Dragon Eagle of Chaos, et joue au Scorched Tundra Fest à Chicago, Illinois, pour soutenir la sortie de l'EP,,,.

## Discographie

### Albums studio
- 2004 : Carnage (Southern Lord Records)
- 2006 : The Ultimate Destroyer (Southern Lord Records)
- 2008 : War Metal Battle Master (Southern Lord Records)
- 2010 : Evil Power (The Grind-House Records)

### EP
- 2003 : Lair of the Minotaur
- 2005 : Cannibal Massacre (Southern Lord Records)
- 2013 : Godslayer  (The Grind-House Records)
- 2018 : Dragon Eagle of Chaos (The Grind-House Records)

### DVD
- War Metal Battle Master (Southern Lord Records)